# Justus van Egmont
Justus van Egmont (* 22. September 1601 in Leiden; † 8. Januar 1674 in Antwerpen) war niederländisch-flämischer Maler, der hauptsächlich als Bildnis-, Historien- und Kirchenmaler aktiv war. Er schuf aber auch Vorlagen für Tapeten und Wandteppiche.

## Leben
Van Egmont war ein Sohn des Zimmermannes Dirk Joostzone van Egmont und dessen Frau Cornelia (geborene Lenaerts). Nach dem Tod des Vaters zog er mit seiner Mutter in ihre Geburtsstadt nach Antwerpen, wo er 1615 ein Lehrling des Kaspar (auch Casper, Gaspar oder Jasper) van der Hoecke. Dort blieb er drei Jahre lang, hinterließ am 15. Oktober 1618 bei dem Notar Michiel van Couwenberghe in Antwerpen sein Testament und begab sich anschließend auf die Wanderschaft nach Italien. Nach seiner Rückkehr am Anfang der 1620er Jahre trat er in das Atelier von Peter Paul Rubens ein, wo er bis zum Sommer 1628 verblieb. In dieser Zeit lernte er Emerentia Bosschaert kennen, die später in Paris seine Frau wurde. Um 1627/1628 wurde er als Meister mit dem Zusatz „bei Rubens“ in die Lukasgilde aufgenommen. Als dessen Gehilfe war er an der Ausführung des Gemäldes Heiliges Abendmahl in der Kirche Sint Rombout in Mechelen beteiligt und arbeitete 1628 an dem Zyklus der Medici für das Palais du Luxembourg in Paris mit.
Van Egmont zog nach Paris um und war dort überwiegend als Porträtmaler tätig. Er arbeitete auch gemeinsam mit Simon Vouet an dessen Kompositionen. Bald wurde er zum Hofmaler (französisch peintre du roi) der Könige Ludwig XIII. und XIV. ernannt und gehörte 1648 zu den zwölf Künstlern, die zu den ersten Mitgliedern den neuen Académie de Peinture et Sculpture ernannt wurden. Er war 1649 in Brüssel aktiv und ließ sich 1653 in Antwerpen nieder, wo er am 18. März 1656 ein Haus erwarb. Am 11. Mai 1662 kaufte er in der Lange Nieuwstraat ein größeres Wohnhaus, in dem zuvor der Maler Jan Wildens gelebt hatte. Dort richtete er eine Gemäldesammlung ein, in der er die Werke von Rubens, van Dyck, Hans Holbein (Porträt des Hertogs van Guise), Jan Boeckhoest (Suzanna), Peter van Mol (Judith), Frans Pourbus (Louis XIII. als Kind) aber auch Gemälde italienischer Meister ausstellte. Er zeigte seinen Wohlstand und war bemüht seine Abstammung von den Grafen von Egmont nachzuweisen. Er fertigte hierfür eigens eine Genealogie des Geschlechtes der Grafen von Egmont, in die er sich mit seiner Familie einfügte. Fortan unterzeichnete er nur noch als „Justus Verus d’Egmont“ oder „Justus Verus ab Egmont“. Es gelang ihm nicht von den Gerichten seiner Geburtsstadt die Bestätigung dafür zu erhalten, dass er als „Justus Verus d’Egmont, dict de Merensteyn“ geboren wurde, da die Taufregister in Leiden eindeutig besagten, dass sein Vater ein Zimmermann war.
Bereits in Paris hatte van Egmont mit dem Zeichnen von Tapetenvorlagen begonnen und lieferte in Antwerpen Vorlagen für sehr umfangreiche Tapetenfolgen.

## Familie
Van Egmont heiratete vor 1649 Emerentia (geborene de Bosschaert, 22. Februar 1599 – 19. Juni 168), mindestens ihre ältesten drei Söhne wurden unehelich geboren.
- Joost (Juste) d’Egmont (getauft am 3. Oktober 1623)
- Constantin (C. Juste) d’Egmont oder Konstantyn van Egmont (getauft am 19. September 1624; † 31. Januar 1679) wurde « peintre ordinaire du Roi et gentilhomme de sa chambre » ⚭ 1656 Marie Antoinette (geborene des Brières).[3]
- Théodore (Th. Juste) d’Egmont (getauft am 13. Februar 1627; † 25. April 1672) wurde « peintre ordinaire du Roi » und schuf unter anderem ein Porträt der Madame de Normanville.[4]
- Anna d’Egmont
- Prudencia d’Egmont
- Maria d’Egmont
- Bonaventura d’Egmont

Van Egmont und seine Frau wurden in der St. Jacobs Kirche in Antwerpen beigesetzt. Die Grabinschrift für beide lautete:

## Werke (Auswahl)

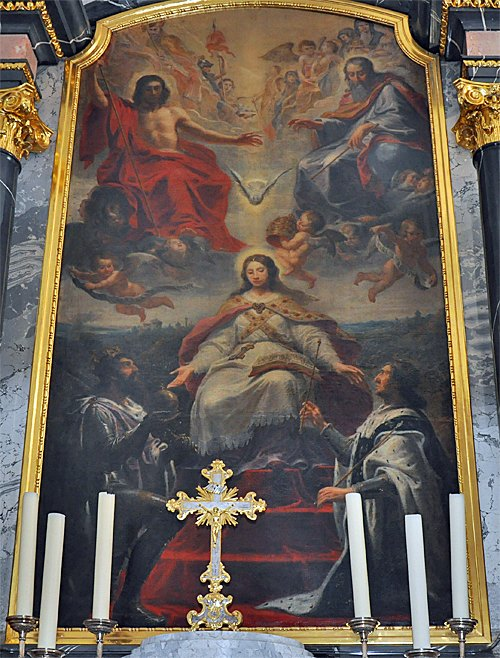
Ecclesia, Hochaltarbild

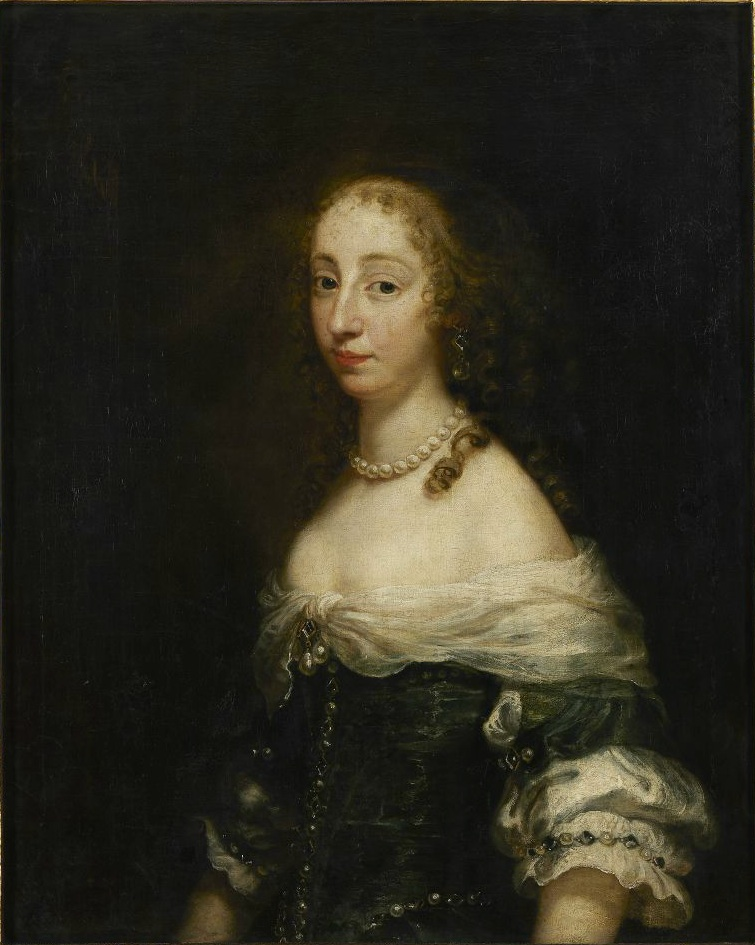
Porträt einer Dame

- 1642: Ecclesia (Hochaltarbild der Bundeskapelle in Brunnen SZ)
- Porträt des Herzogs Gaston von Orleans (am 1. Februar 1648 aus Geschenk an die Académie de Peinture et Sculpture übergeben)
- Porträt König Philipps IV. von Spanien und Porträt des Erzherzogs Leopold Wilhelm von Österreich (Wien)
- Porträt der Maria von Medici (Schleißheim)
- Porträt der Königin Christina von Schweden (Palazzo Corsini Rom)

Tapetenfolgen/Wandteppiche
- 1. Juli 1658: 3 Tapetenpatronen (für Marschall Daumont für 900 Gulden)
- 31. März 1659: Geschichte des Cäsar (Länge: 382 Ellen)
- 12. April 1661: Geschichte des Marcus Antonius und der Kleopatra
- 1676 ausgeführt: Entwürfe für Teppiche mit der Geschichte des Aurelius und der Zenobia (Weberei Gérard Peemans)